# West (Missisipi)
West – miasto w Stanach Zjednoczonych, w stanie Missisipi, w hrabstwie Holmes.